# Jakub Łabojko
Jakub Łabojko (ur. 3 października 1997 w Tarnowskich Górach) – polski piłkarz grający na pozycji pomocnika.
Łabojko od 2020 roku posiada uprawnienia trenerskie UEFA B. 28 stycznia 2025 został zawodnikiem Motoru Lublin.